# Бейчімо
Пароплав «Бейчімо» («Baychimo») — 1322-тонне вантажне судно, яке стало відомим як корабель-привид, що з 1931 року дрейфував покинутий екіпажем уздовж узбережжя Аляски. Востаннє судно бачили у 1969 році.

## Історія
Судно подбудували в Гетеборзі, Швеція, для компанії «Baltische Reederei GmbH» з Гамбурга і спустили на воду в 1914 році під назвою «Ångermanelfven». Воно мало довжину 230 футів (70,1 м), приводилося в дію паровою машиною потрійного розширення і розвивало швидкість до 10 вузлів (19 км/год). «Ångermanelfven» використовувався на торгових шляхах між Гамбургом і Швецією до Першої світової війни. Після світової війни судно передали Сполученому Королівству як частину репарацій Німеччини за втрати на судноплавстві та його придбала Компанія Гудзонової затоки в 1921 році. Судно дістало нове ім'я, «Бейчімо», та базувалося в Ардроссані, Шотландія. Воно використовувалося для торгівлі з інуїтами уздовж узбережжя острова Вікторія на північно-західних територіях Канади та здійснило дев'ять успішних рейсів.

## Покинення екіпажем
1 жовтня 1931 року, наприкінці торгового рейсу, завантажений вантажем хутра «Бейчімо» опинився в пастці пакового льоду. Екіпаж ненадовго покинув корабель, пройшовши пів милі по льоду до міста Барроу, щоб перечекати два дні. До того часу, як екіпаж повернувся, судно звільнилося від льоду. 8 жовтня воно знову загрузло, цього разу більш серйозно, і 15 жовтня Компанія Гудзонової затоки за допомогою літака забрала 22 члени екіпажу. Ще 15 членів екіпажу залишилися поблизу судна, маючи намір перечекати зиму, і побудували неподалік дерев'яне укриття. 24 листопада почалася потужна хуртовина, і коли вона стихла, від «Бейчімо» не залишилося й сліду. Шкіпер зробив висновок, що під час бурі судно затонуло.
Однак через кілька днів інуїтський мисливець на тюленів повідомив морякам, що бачив «Бейчімо» приблизно за 72 км від місця їхнього розташування. Команда знайшла судно, але, вирішивши, що воно навряд чи переживе зиму, взяла з трюму найцінніші хутра для подальшого транспортування авіатранспортом, після чого «Бейчімо» був покинутий.

## Корабель-привид

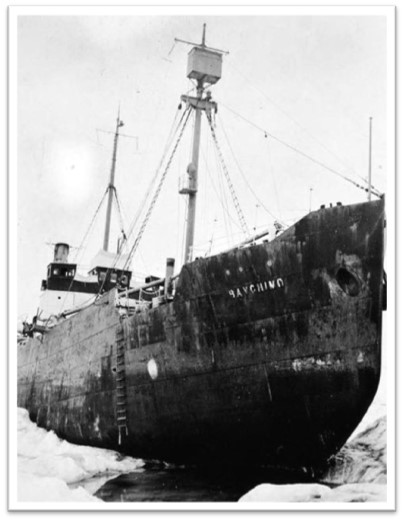
«Бейчімо» у 1933 році.

«Бейчімо» не затонув, і протягом наступних кількох десятиліть його зустрічали у морі багато разів. Кілька разів людям вдавалося піднятися на його борт, але щоразу вони або не мали спорядження, щоб евакуювати судно, або ж їх відганяла негода.
Через кілька днів після зникнення «Бейчімо» помітили за 72 км на південь від місця, де воно втрачено. На той момент судно знову затиснуло кригою. Через кілька місяців його знову помітили приблизно за 480 км на схід.
У січні наступного року чоловік на ім'я Леслі Мелвін, який їхав на собаках до Ному, побачив «Бейчімо», що дрейфував уздовж берега. Через кілька місяців після цього судно побачила компанія старателів.
У березні 1933 року судно виявила група інупіатів. Вони піднялися на борт і пробули там протягом 10 днів, ховаючись від потужної бурі.
11 серпня 1933 року «Бейчімо» помітили в 12 милях від поселення Вейнрайт. На борт піднялися місцеві жителі, а також екіпаж теплохода «Трейдер» та їхня пасажирка — письменниця та ботанік Ізобель Вайлі Хатчісон. З судна було евакуйовано вельбот, деякі меблі та кілька інших речей.
У серпні 1933 року Компанія Гудзонової затоки дістала звістку, що судно все ще на плаву, але перебуває надто далеко в морі, щоб його можна було врятувати.
У липні 1934 року «Бейчімо» відвідала група дослідників на шхуні. У вересні 1935 року його знову помітили біля узбережжя Аляски.
У листопаді 1939 року на борт «Бейчімо» піднявся капітан Г'ю Полсон з наміром врятувати його, але через загрозу повзучих крижин судно довелося покинути.
Протягом наступних років «Бейчімо» помічали ще багато разів, але евакуювати його так і не вдалося.
У березні 1962 року група інуїтів помітила «Бейчімо», що дрейфував уздовж узбережжя моря Бофорта.
Востаннє «Бейчімо» бачили вмороженим у паковий лід в 1969 році, через 38 років після того, як його покинули. Це було останнє зареєстроване спостереження цього судна. Остаточна його доля невідома, і вважається, що воно врешті затонуло, хоча це не підтверджено.
У 2006 році уряд Аляски розпочав роботу над проєктом розкриття таємниці «Корабля-привида Арктики» та визначенням місцезнаходження «Бейчімо», хоч би де він перебував — на воді чи на дні океану. Станом на 2024 рік судно не знайдено.